# Sasanky
Sasanky (Actiniaria) je řád, který zahrnuje mořské dravé živočichy z třídy korálnatců (Anthozoa). Jsou pojmenované po sasance, rostlině rodu Anemone.
Sasanky jsou příbuzné korálům, červnatcům a medúzám.
Většinou jsou větší než koráli, některé druhy mají i 30 – 50 cm. Rozšířenou spodní stranou těla se mohou pomalu posouvat po dně. Nemají schránku, jen pevnější pokožku. Jejich trávení je už typicky extracelulární – dokáží strávit i větší rybky, které omráčily knidoblasty na ramenou. Typickým zástupcem je např. sasanka koňská (Actinia equina). Ve Středomoří je běžná Aiptasia mutabilis. Na prázdných ulitách, obývaných rakem poustevníčkem (Pagurus prideauxi) žije Adamsia palliata. Rak se s ulitou pohybuje, takže sasanka má o potravu postaráno; sasanka ho zas chrání svými žahavými buňkami. Jde o zjevný příklad mutualismu.
V příbřežních vodách severských oblastí je častá nepřítomnost. sasanka karafiátová.